# Помпей Трог

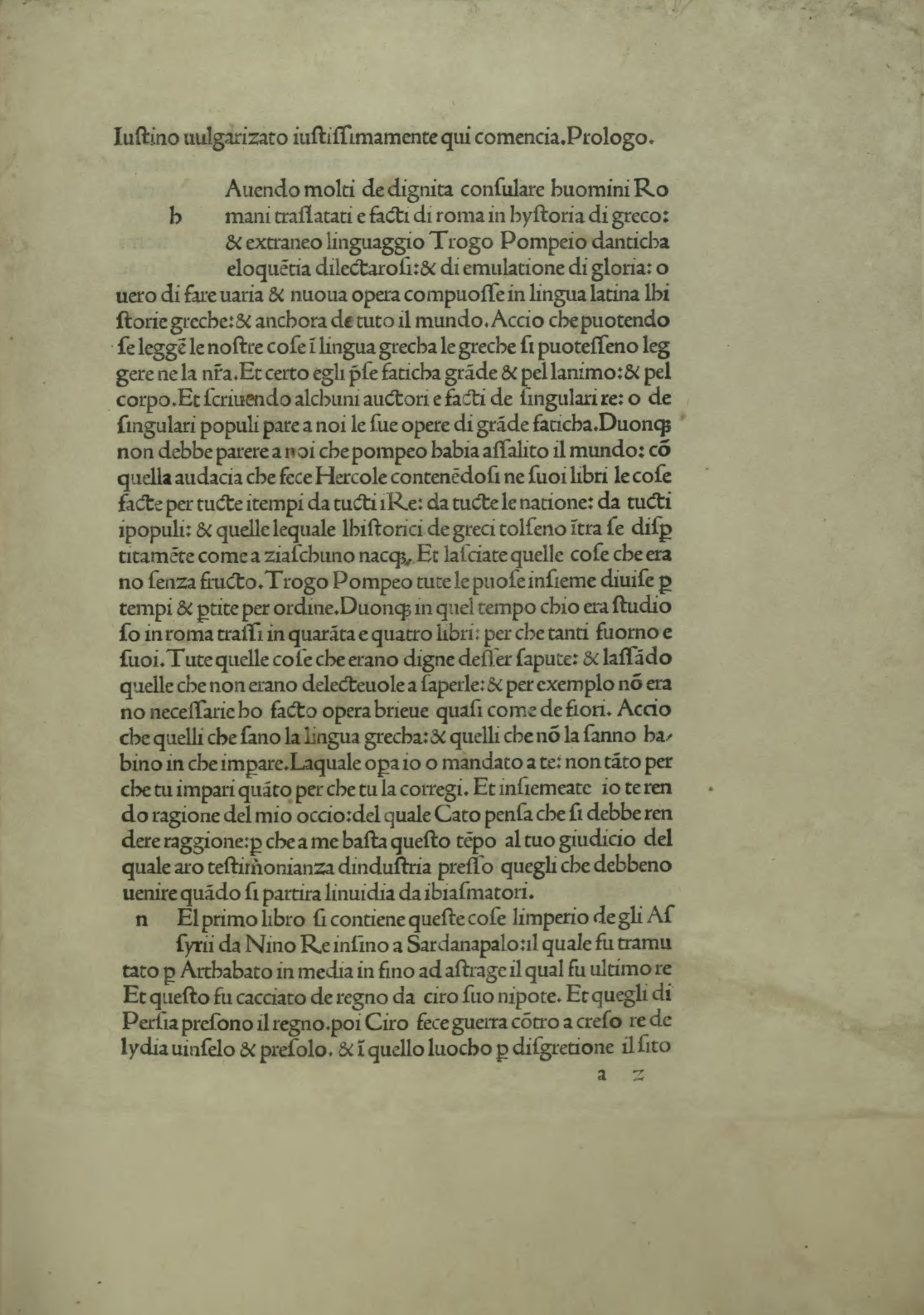
Epitome historiarum Trogi Pompeii у переробці Юстина

Гней Помпей Трог (частіше Помпей Трог) — давньоримський історик галльського походження, що жив у I-му столітті н. е.

## Біографія
Точних даних щодо його життя немає. Він походив з галльського племені воконцієв, що мешкало у південній Галлії. Дід його під час війни із Серторієм (80-72 роки до н. е.) отримав від Гнея Помпея права римського громадянина. Звідси номен Помпей. Батько Трога служив під головуванням Юлія Цезаря, завідував листами та посольствами, а також печаткою. Саме батько Гнея Помпея був легатом Юлія Цезаря до Амбіорига.
Якихось даних щодо політичної діяльності Трога немає. Був молодшим сучасником Тита Лівія. Напевне він жив у Римі. Тут він займався складанням різних творів, перекладом вже існуючих.
Немає відомостей щодо дати й місця смерті Помпея Трога.

## Творчість
Відоме декілька творів Трога, втім найголовнішим є «Філіппова історія» у 44-х книгах. Вона до нас не дійшла, лише у скороченому вигляді, що зробив історик Юстин. Головною темою є Македонська монархія, яку він оспівує. У своїй історії Трог негативно ставиться до Риму, звеличує при цьому Македонію. У творі багато географічних та етнографічних описів, інших роздумів, зокрема про щастя, кари за злочини, погіршення моралі.

## Твори Помпея Трога
- Про тварин
- Філіппова історія